# SS-Anwärter
SS-Anwärter var en grad inom Schutzstaffel () och användes för en person som hade blivit godkänd för medlemskap. Den som innehade graden Anwärter genomgick en prövotid och blev efter denna upptagen i SS som SS-Mann.
Bewerber inom SS
- 1 Staffel-Bewerber
- 2 Staffel-Jungmann
- 3 Staffel-Anwärter
- 4 Staffel-Vollanwärter